# Vi
|  | Per a altres significats, vegeu «.vi». |

El vi (vinum en llatí, οινος en grec) és una beguda obtinguda del raïm (varietat Vitis vinifera) mitjançant la fermentació alcohòlica del most o suc. La fermentació es produeix per l'acció metabòlica del llevat que transforma els sucres del fruit en alcohol etílic i gas en forma de diòxid de carboni. El sucre i els àcids que conté la fruita fa que siguin suficients per al desenvolupament de la fermentació. Tanmateix, el vi és una suma d'un conjunt de factors ambientals: clima, latitud, altitud, hores de llum, etc. Aproximadament un 66% de la collita mundial de raïm es dedica a la producció vinícola; la resta és per al seu consum com a fruita. Tot i això, el cultiu de la vinya cobreix tan sols un 0,5% del sòl cultivable en el món. El conreu de la vinya s'ha associat a llocs amb un clima mediterrani. Qui té o conrea un vinyar és un vinyater, vinyader o vinyataire; el guardià d'una vinya o vinyes és el vinyòvol.
Es dona el nom de «vi» únicament al líquid resultant de la fermentació alcohòlica, total o parcial, del suc de raïm, sense addició de cap substància. En moltes legislacions es considera només com a vi la beguda fermentada obtinguda de Vitis vinifera, malgrat que s'obtenen begudes semblants d'altres varietats com la Vitis labrusca, Vitis rupestris, etc. El coneixement de la ciència particular de l'elaboració del vi es denomina enologia (sense considerar els processos de cultiu de la vinya). La ciència que tracta només de la biologia de la vinya, així com del seu cultiu, es denomina ampelologia.

## Etimologia

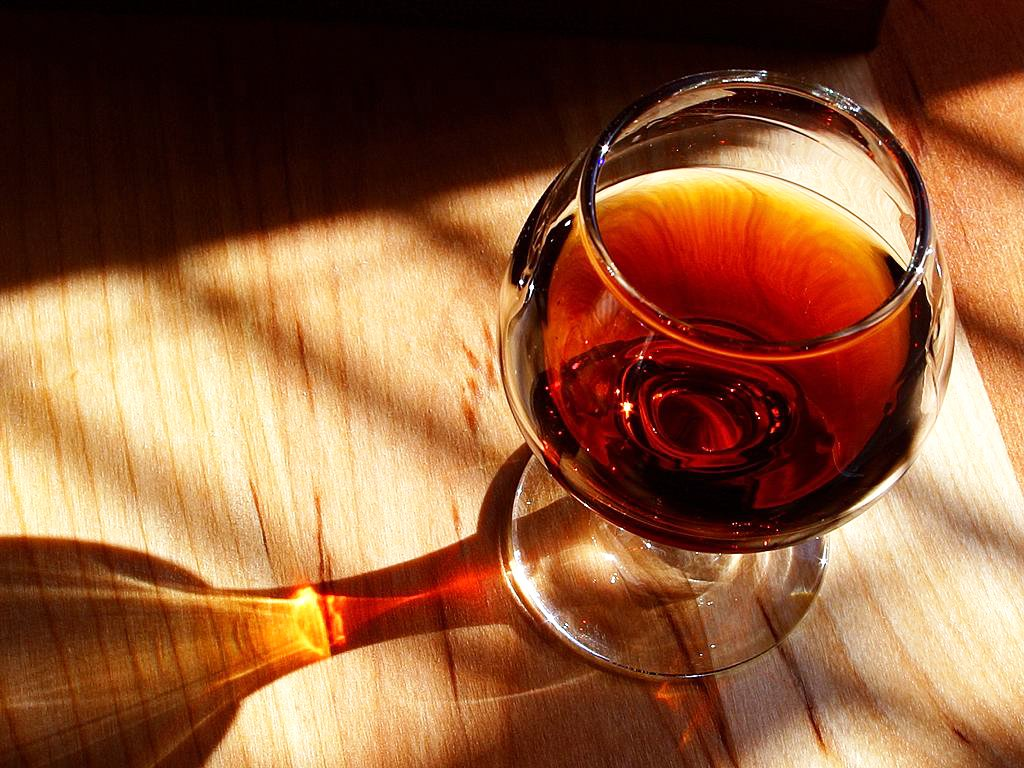
Vi de Porto

L'etimologia coneguda de la paraula vi procedeix de la llatina vinum i aquesta de la grega οἶνος, tot i que es considera que l'arrel es troba propera a la paraula sànscrita vana (amor), que també va donar origen a les paraules Venus i Venera. Aquesta relació semàntica vendria donada per l'antiga creença en els poders afrodisíacs del vi. Hi ha la creença que els romans van prendre el significat del protogermànic winam.

## Història

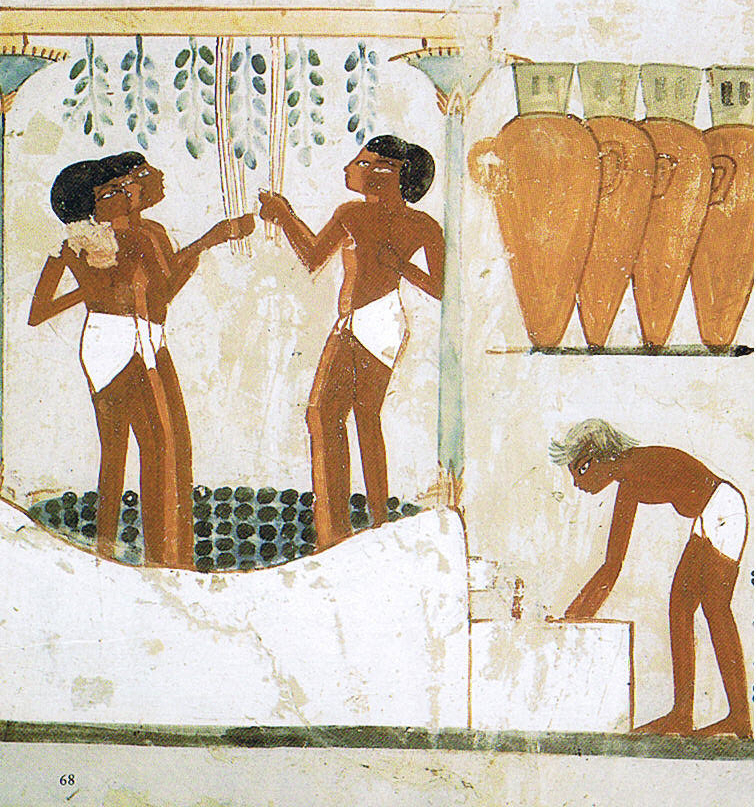
Elaboració del vi a l'antic Egipte. Tomba de Najt, a la Vall dels nobles

El vi es va produir per primera vegada durant el Neolític, segons els testimonis arqueològics trobats a les muntanyes Zagros, a la regió que avui ocupen Geòrgia, Armènia i l'Iran; gràcies a la presència de Vitis vinifera sylvestris, i l'aparició de la ceràmica durant aquest període. L'evidència més antiga de la producció i consum de vi és un atuell de l'any 5400 aC, trobat al poblat neolític de Hajii Firuz Tepe, a les muntanyes Zagros. L'atuell conté un residu vermellós, presumiblement vi. Posteriorment, el consum de vi es va estendre cap a l'occident, i arribà a Anatòlia i Grècia, i cap al sud, fins a Egipte. Es feu ja cèlebre a Bahariya durant l'Imperi Mitjà (segle xx aC). La més antiga documentació grega sobre la cura de la vinya, la collita i premsat de raïms, és Els treballs i els dies, d'Hesíode, del segle viii aC. A l'antiga Grècia, el vi es bevia barrejat amb aigua i es conservava en pell de cabra.
El vi, al llarg de la història, ha estat molt ben considerat per l'alta societat occidental, i és un testimoni imprescindible en qualsevol esdeveniment o banquet d'importància i al voltant seu s'han signat els grans tractats i esdeveniments històrics d'occident.
Ja a Egipte, Grècia i Roma s'adorava Dionís o Bacus (déu de les vinyes) i la Bíblia es refereix al vi en alguns passatges, entre altres quan relata el darrer sopar de Jesús, en què va oferir una copa de vi als deixebles, tot representant la seva sang. Se sap que a la Xina, fa 4.000 anys, ja coneixien el procés de fermentació del raïm, i que a Egipte, al segle xiv aC ja coneixien la viticultura. Juli Cèsar va ser un gran apassionat del vi i el va introduir per tot el món romanitzat.
La viticultura deu el seu major desenvolupament a la propagació del cristianisme, per ser el vi necessari per a la celebració de la missa. Els monestirs, amb els seus mètodes d'elaboració i extracció, van ser els precursors de la viticultura i vinicultura, i deixaren petjades tan clares com els vins priorat de la paraula prior.

## El raïm

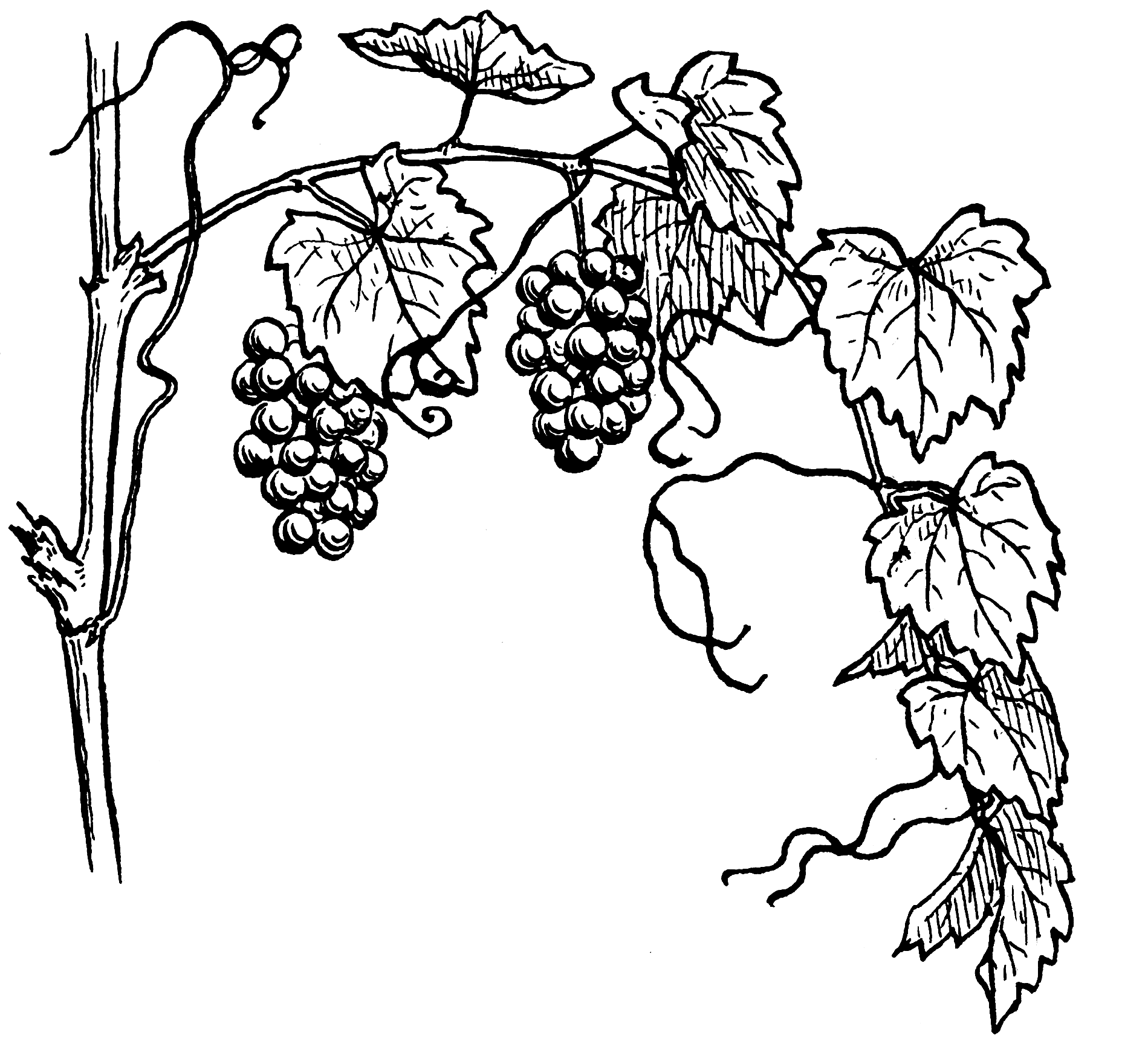
Vitis vinifera

El raïm és l'element essencial per a l'elaboració final el vi. El raïm que produeix el vi pertany a la família biològica coneguda com a Vitaceae, que és una classificació de plantes amb tendència a enfilar-se per les superfícies fixes. Aquesta família enclou onze gèneres diferents, però tan sols Vitis és interessant com a fruita vitivinícola. Dins del gènere Vitis hi ha 60 espècies, però tan sols la vinifera és la que proporciona vi (d'origen indoeuropeu). Entre les altres seixanta espècies de Vitis, com ara la nord-americana V. labrusca, la V. riparia, la V. aestivalis, la V. rotundifolia, etc., tan sols Vitis vinifera és la que proporciona vi amb un sabor acceptat per la major part de les cultures de la terra.
Ara bé, al llarg de la història del cultiu de l'espècie Vitis vinifera l'ésser humà ha donat lloc a una gran infinitat de diverses varietats amb l'objectiu d'obtenir aromes, gustos, etc. D'aquesta manera es tenen els vins elaborats amb raïm de diferents varietats dins de l'espècie Vitis viniferea, com poden ser: el cabernet sauvignon, el carménère, el merlot, el chardonnay, la gewürtztraminer, etc. Cadascuna n'aporta un caràcter especial als vins.
A vegades, les vinyes se sotmeten a treballs d'empelt, amb l'objecte d'obtenir noves varietats més resistents a l'atac de plagues. Una de les més terribles, la fil·loxera, es va produir a mitjan segle xix. Es va iniciar pels volts de 1850 a França, quan es van portar varietats americanes a Europa, fet que propagà la mosca àfida anomenada Phylloxera vastratix per tots els vinyers (les espècies europees no eren resistents a l'atac d'aquesta mosca). A Catalunya, la malura es va escampar uns vint o trenta anys més tard, cap al 1880. Vitis vinifera és assetjada per altres plagues que es combaten de maneres diferents.

### Regions vitivinícoles
La producció vitivinícola està restringida a certes latituds geogràfiques, per regla general s'associa a isotermes climàtics anuals que tenen de mitjana temperatures entre els 10° i 20°. El conreu de la vinya s'ha associat als llocs que tenen certes similituds amb el clima mediterrani. Es pot donar igualment en climes subtropicals si es poda la vinya constantment. A vegades els microclimes afecten positivament la vinya.

### Morfologia

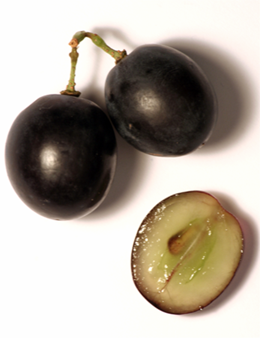
Tall transversal d'un xanglot de raïm

El raïm conté, a l'interior, tots els elements necessaris per a l'elaboració del vi. És per aquesta raó que es diu que comprendre la morfologia del fruit pot ajudar a comprendre el resultat final del vi. La morfologia n'és com una divisió concèntrica de zones sense solució de continuïtat que comença per les llavors, que ocupen una posició interior, a prop del centre:
1. Primera zona: a l'interior les llavors es troben envoltades per una concentració molt alta de sucres; la major zona de concentració es troba envoltant les llavors. Ací hi ha sucres i àcid màlic (a vegades aquest àcid es converteix en un sucre mitjançant una gluconeogènesi). Sol tenir unes lleugeres tonalitats verdes.
2. Segona zona: en la següent zona, concèntrica a l'anterior, la concentració de sucres disminueix progressivament i augmenta la presència d'àcid tàrtric. El segon component químic en el raïm, després dels sucres, són els àcids màlic i tàrtric. Ambdós tenen un paper important en l'elaboració dels vins i els vinicultors decideixen modificar la presència de qualsevol d'ells en el producte final.
3. Tercera zona: s'hi troben les sals minerals, principalment potassi. Els polifenols, com poden ser els tanins (ubicats principalment en la pell exterior), antocianines (responsables del color dels vins), les aromes, etc. Els gustos característics del raïm s'emmagatzemen en aquesta tercera zona, a dins de la pell.

La manera en què s'aixafa el raïm pot afectar les propietats organolèptiques del most. Per exemple, si es premsa poc s'extreuen els sucres del centre del raïm, obtenint pocs polifenols (vins blancs afruitats), però si es prem més els tanins comencen a sortir-ne i hi apareix la coloració tenyida.

### Cultiu

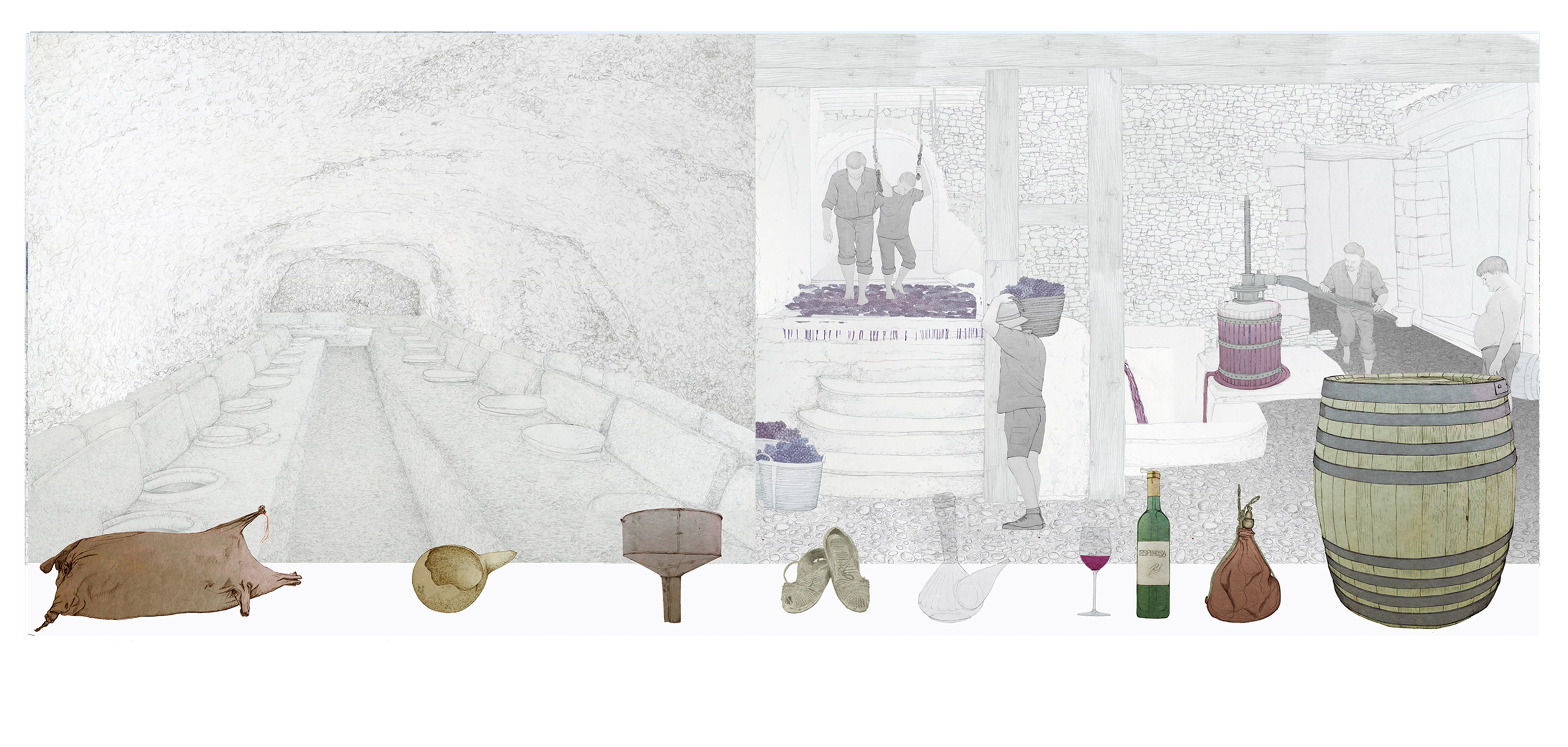
Il·lustració del Museu Valencià d'Etnologia sobre el procés d'emmagatzematge i premsa del vi

Les vinyes bàsicament desenvolupen el cicle del carboni amb les fulles i la fotosíntesi; generen en les fruites (raïm) els sucres necessaris per a l'emmagatzematge. El raïm és, per tant, un "magatzem" de sucres que es fa servir posteriorment en la fermentació del vi. El cultiu del raïm se centra en la vigilància permanent d'aquest procés d'"emmagatzematge" progressiu de sucre en els fruits. La poda fa que el sucre es concentri en un nombre petit de fruits; en una terra moderadament humida les arrels es dediquen a aprofundir amb l'objectiu de poder absorbir els minerals necessaris (principalment potassi). El balanç entre el contingut de sucres i àcids té un paper important en la qualitat del resultat final del vi.
En general, com més la vinya s'exposi al sol més gran és la concentració de sucres en el raïm i, per contra, poca exposició dona una quantitat mínima de sucres (i per tant una petita quantitat d'alcohol). Aquesta concentració de sucre en el raïm sol estar reglamentada als diferents països i se sol mesurar amb un refractòmetre portàtil (n'hi ha prou amb petites quantitats de most per determinar la concentració de sucre en graus Brix). És per aquesta raó, amb l'objecte de maximitzar la quantitat de llum rebuda, que les vinyes s'adapten amb formes de pèrgola amb la intenció de captar la major quantitat de sol possible.
Durant la maduració del raïm a la vinya hi ha un canvi denominat en ampelologia amb una paraula francesa: véraison [cat. verolat]. Hi ha un instant en què el raïm canvia el metabolisme i comença a emmagatzemar sucres a una velocitat molt més gran; al mateix temps va disminuint la concentració d'àcids dins del raïm. L'instant del verolat s'entén com el començament d'un compte enrere per a la determinació del moment de la verema. Hi ha altres factors que determinen aquell instant com pot ser la transició de color de les llavors de l'interior del raïm, que solen passar de verdes a marrons, o la maduració dels polifenols. Abans, els viticultors experimentats mastegaven un xanglot cada dia a partir de l'instant del verolat i pels gustos i aromes que detectaven determinaven el començament de la verema. Avui dia es realitza amb aparells de mesura com refractòmetres, etc.

## Tipus de vins
- Vi corrent, o vi de taula: s'elabora segons la definició anterior, sense que intervinguin substàncies o pràctiques emprades per als "vins especials", sense tenir en compte la graduació, sempre que sigui natural.
- Vi prim (vi lleuger, ordinari).
  - Vi negre: és l'elaborat majoritàriament a partir de raïm negre. Com que el color és en la pellofa, normalment la fermentació s'ha de realitzar amb el most sense filtrar (amb pellofes, però sense la rapa), i una vegada acabada la fermentació (uns 20 dies) se'n procedeix al filtratge. El vi negre es pot envellir, i en funció del temps que passi en botes i en botelles, se sol classificar en:
    - Vi jove, menys de sis mesos en bota (Com l'Sturm).
    - Criança, almenys sis mesos en bota i un altre tant en ampolla.
    - Reserva, almenys un any en bota i dos en ampolla.
    - Gran reserva, més d'un any en bota i més de dos en ampolla.

  - Vi blanc. Es pot elaborar amb raïm blanc o negre, en aquest segon cas separant el most de la pellofa immediatament, perquè no li doni color. En general, la fermentació es realitza amb most filtrat (separat de pellofes, llavors, rapa, etc.), i encara que no és freqüent envellir-lo, hi ha vins blancs amb criança.
  - Vi rosat. Són vins elaborats amb raïm negre en què es permet una certa maceració del raïm abans del premsat del most, d'aquesta manera el most pren una mica de color. Després es fermenta el most filtrat.
- Vi varietal. Elaborat amb una única varietat de raïm. Són vins varietals els chardonnays, moscatells, les malvasies, els albariños...
- Txacolí és el vi obtingut de la fermentació alcohòlica del suc del raïm, que per causes edafoclimàtiques no madura normalment.
- Vi generós, sec o dolç és aquell que té més graduació alcohòlica que el corrent, envellit i elaborat amb mètodes particulars. A més, se sol envellir pel sistema de solera en el qual les collites de diferents anys es van mesclant gradualment.
- Vi escumós o d'agulla: és el que conté diòxid de carboni produït en el seu si, originat per una segona fermentació alcohòlica en un envàs tancat. Aquesta categoria inclou el cava i el xampany.
- Vi gasificat és al que s'ha afegit diòxid de carboni després d'haver-ne acabat l'elaboració.
- Vi quinat o medicinal: són els que han rebut l'addició d'una o altra substància medicinal autoritzada per la legislació.
- Vermut és la beguda en l'elaboració de la qual entra a formar part el vi, amb addició de sucre o most de raïm concentrat i extractes o aromes obtingudes de plantes aromàtiques. Altres begudes anàlogues que no compleixen aquests requisits es diuen "aperitius".
- El vimblanc, que és el most bullit, és una tradició casolana, bona per al cor, per les festes assenyalades, i natural, sense cap afegit, només el most.
- Vi de roc (que prové d'una vinya situada en un terreny rocallós).
- Vi de raig (que no ha fermentat i que no surt de la premsa. En francès vin de goutte).
- Vi de premsa o oruxo (produït amb la brisa de raïm).
- Vi de pair (vi ranci).
- Vi de la bota del racó (vi de la reserva del coc, molt bo. D'un vi bo hom diu: Els àngels hi canten).
- Vi de missa és el vi utilitzat en aquesta cerimònia religiosa, i també es diu del vi generós.
- Vi de pedra és el vi la fermentació alcohòlica del qual es duu a terme en trulls de pedra.

## Altres derivats del raïm
- Mistela és el vi resultant de l'addició d'alcohol al most de raïm, sense fermentar o lleument fermentat, en quantitat suficient perquè no es produeixi o es contingui la fermentació del most, sense addició de cap altra substància. De vegades, aquest vi se sol fer de la varietat moscatell.
- Most és el líquid resultant de xafar o premsar el raïm fresc, sempre que no hagi començat la fermentació natural. Se'l denominarà "most apagat" quan la fermentació natural hagi estat impedida o detinguda per qualsevol procediment físic, com el fred, o químic, i sempre sense alcohol.
  - Most concentrat és l'obtingut del most per procediments industrials, amb alta graduació de sucres sense caramel·litzar.
- Abrigue o arrop és el producte resultant després de concentrar els mosts per la calor; la caramel·lització de sucres hi quedarà ben definida.
- Vinagre és el líquid resultant de la fermentació acètica del vi, amb un mínim de 40 grams d'àcid acètic cristal·litzable per litre.

## Vinificació

### Verema

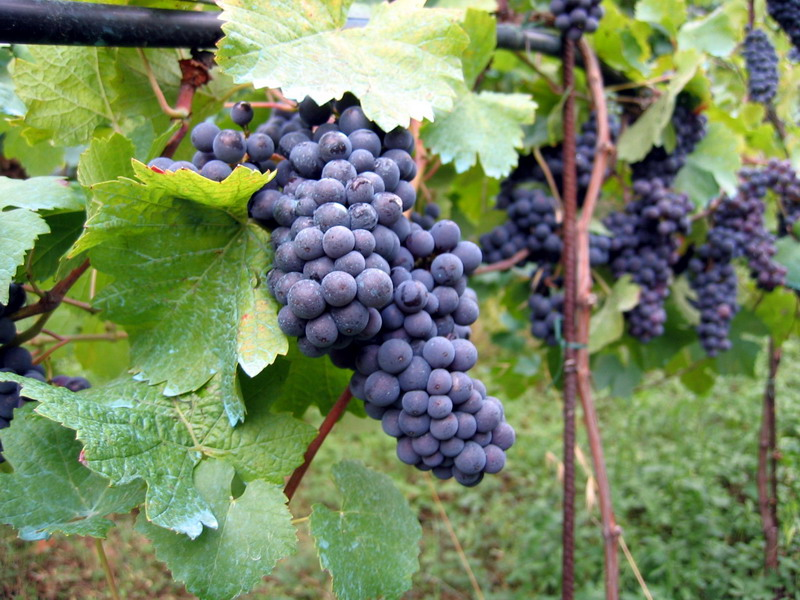
Raïm

El raïm s'ha de collir (verema) quan s'hagi aconseguit el grau de maduració que calgui, el qual dependrà de la zona, el tipus de raïm, el clima, i del tipus de vi que es vulgui elaborar. El nivell de sucre en el raïm determinarà després el grau alcohòlic, entre altres coses. Per obtenir vins dolços, és freqüent deixar que el raïm adquireixi un grau de sucre superior, el qual els rents podran transformar en alcohol, i s'arriba, en alguns casos, a la pansificació.

### Maceració carbònica
El color negre de la pell és en els "antocians", substància que només es dissol bé en alcohol. És per açò que, si es vol obtenir un vi negre o rosat, cal que la pellofa estigui en contacte amb most fermentat. Una alternativa n'és la maceració carbònica, típica del rosat i claret; una altra n'és la vinificació en negre.
Després de la verema es pot deixar el raïm en dipòsits de poca profunditat a fi que es produeixi la maceració carbònica. En aquest procés s'inicia la fermentació amb el raïm encara en xanglots.

### Desrapat, masegat, premsat
Per a la vinificació en blanc es procedeix al premsat i filtrat, abans de la fermentació.
Per a la vinificació en negre, es pot procedir al desrapat (consistent a separar la rapa del xanglot, que conté excessius tanins i dona lloc a un sabor una mica astringent o herbaci), després al masegat (per trencar els grans de raïm i que s'alliberi en part el most), després a la fermentació i, finalment, al premsat, que ha de fer-se sense que s'arribin a trencar les llavors del raïm perquè transferirien un sabor excessivament acre.

### Fermentació
La fermentació es produeix per efecte del rent o llevat. Hi ha moltes espècies de rent; les del vi pertanyen a diversos gèneres i espècies, principalment Saccharomyces ellipsoideus, Kloeckera apiculata i Hanseniaspora uvarum. Totes elles transformen el sucre del most en alcohol i CO₂.
En la fermentació dels vins negres, les restes sòlides tendeixen a pujar a la superfície i n'impedeixen la correcta ventilació. Per això és necessari trencar d'alguna manera aquesta capa (anomenada barret): entre les tècniques possibles hi ha la remenada i el remuntat.

### Criança

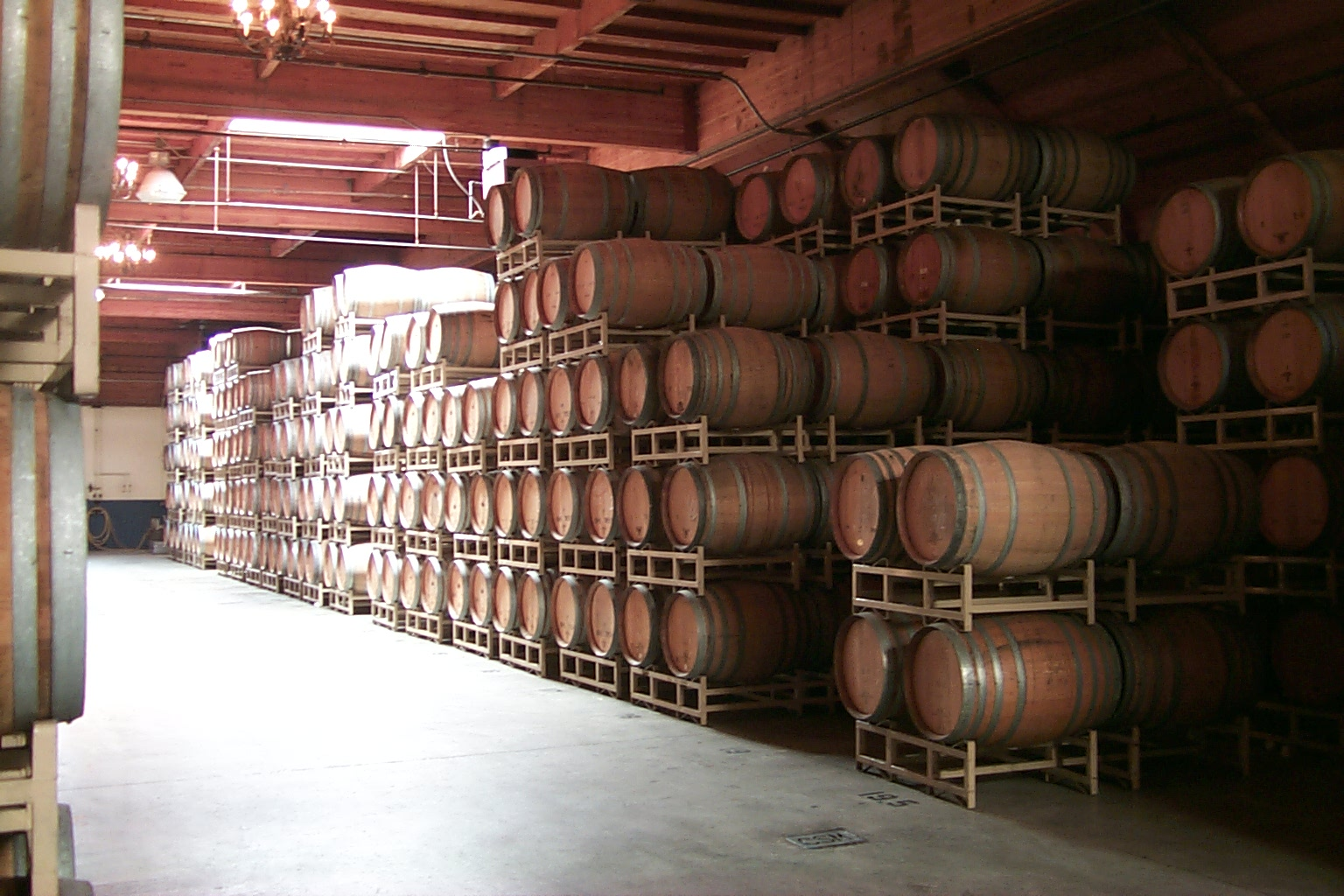
Botes de vi

Aparentment l'observació que els vins milloraven amb el temps es va fer arran del seu transport per vaixell. En arribar a la destinació després d'una llarga travessia s'observava que el sabor millorava, encara que en açò pot haver-hi quelcom de llegenda.
La veritat és que, una vegada acabada la fermentació alcohòlica es pot produir una segona transformació denominada fermentació malolàctica, conduïda per bacteris que transformen l'acid màlic en àcid làctic (abaixant-ne el pH), alhora que augmenten els polifenols i el glicerol. Tot açò vol dir que el vi perd acidesa, i guanya en suavitat i aroma.
Addicionalment es pot envellir el vi, durant algun temps en botes de fusta, habitualment roure i de 225 litres. L'intercanvi d'aromes entre el vi i la fusta li confereix a aquest uns trets més complexos. Els períodes de criança en bota poden anar des dels tres mesos a un parell d'anys, i rarament més temps, almenys en el cas dels vins negres.
La criança per solera, típica dels vins de Xerès, de Montilla i de Moriles, és diferent. S'hi disposa d'una sèrie de botes per pisos. Cada any es trasbalsa una part del vi de cada solera a la inferior, alhora que s'extrau una altra part per al consum i que se'n reposa la diferència amb vi nou. D'aquesta manera, en cada pis de la solera el vi serà "més vell", tot i que no cal parlar d'afegits, ni d'edat del vi. De fet, un dels avantatges d'aquest mètode és l'homogeneïtat que s'aconsegueix. Una altra característica d'aquest tipus de vinificació és que s'hi promou la formació de la flor, que en altres vins donaria lloc a vins rancis o picats, però que en aquests vins forma part de la seva personalitat.
Després de la criança en botes el vi s'embotella i l'evolució del vi continua en l'ampolla.

## Propietats organolèptiques
El vi té certs atributs que incideixen de manera grata en la majoria dels sentits (tots excepte l'oïda i el tacte). Per exemple, les aromes afecten l'olfacte, els diferents sabors el gust, els colors la vista. Tots ells solen tenir un origen químic que s'ha anat identificant a poc a poc al llarg de finals del segle xx i començaments del xxi. El tast de vins llança una varietat de propietats en els vins com pot ser el color, el sabor (dins del gust hi ha una àmplia gamma de propietats com la longitud, el retrogust, etc.), l'olor (que es compon d'aroma, buquet, cos, etc.).

### Color
Les antocianines són les responsables principals del color vermell del vi. Les antocianines es troben en diverses fruites complint una missió semblant. Aquest compost químic es troba a la capa exterior de la pell del raïm i durant el procés de maceració s'extreu abans que els tanins. La majoria de mosts (fins i tot els de raïms negres) són incolors, de manera que la maceració és un procés important en la coloració dels vins. Hi ha varietats de Vitis vinifera que es classifiquen com a teinturier per aportar ja en el most un color vermellós (una de les més conegudes n'és la València Bouschet, Saperavi i Dunkelfelder), però aquestes varietats en són una excepció. En algunes ocasions els vinicultors introdueixen petites quantitats d'aquestes varietats teinturiers amb l'objectiu de potenciar el color vermell dels vins. El color vermell o rosat depèn, per complet, de la manera en què s'extreu de les antocianines de la pell del raïm durant el procés de fermentació.
Les antocianines són un grup de glicòsids de la cianidina (blau), la delfinidina (blau, es pot veure en albergínies, magranes, fruita de la passió...), la malvidina (porpra), la pelargonidina (vermell), la peonidina (rosat) i la petunidina. Durant la maceració la proporció d'antocianines blaves canvia fins a virar des colors porpra-rogencs a ataronjats. En els vins joves el color ées deu principalment a les antocianines, però com que són compostos químics no estables es van enllaçant amb els tanins formant polímers més estables i amb capacitat de pigmentació.

### Gust i olor
Els principals components de gust del raïm són els sucres, els àcids i els polifenols. Aquests tres compostos proporcionen al vi tres dels cinc gustos bàsics: dolçor, acidesa i amargor. De tota manera hi ha una gran quantitat de substàncies en els raïms que acaben proporcionant gust; aquestes substàncies es presenten en quantitats ínfimes (mesurades a vegades en parts per milió, i fins i tot en parts per bilió, o per trilió). Totes aquestes substàncies donen al raïm un gust característic anomenat gust primari. El gust primari caracteritza la varietat de la Vitis vinifera. La majoria dels components del gust s'ubiquen a la part interior de la pell del raïm. És per aquesta raó que el premsat ocupa un procés fonamental a l'hora de proporcionar gustos primaris al vi. En alguns vins generosos com el xerès, o el fi, hi ha un petit "toc" de gust salat a causa de l'ambient salí que envolta la maduració.
En enologia hi ha una distinció entre l'aroma i el buquet. L'aroma primària és l'olor que prové de la varietat de raïm amb què s'ha elaborat, l'aroma secundària prové del desenvolupament de la fermentació a causa de la presència de llevats, i l'aroma terciària prové de l'envelliment. En canvi, el buquet és l'aroma complexa que caracteritza el vi, fruit de la combinació d'aromes primàries, secundàries i terciàries. D'aquesta forma, per exemple, dos vins del mateix raïm tenen la mateixa aroma primària, però diferent buquet si han madurat de manera diferent.
En molts vins les aromes de raïm amb un fort to floral es deuen a la presència d'un grup de substàncies denominades monoterpenoides, que són un subgrup d'un gran nombre de compostos denominats terpenoides, tots ells derivats de la unitat isoprè (C₅H₈). Per exemple, el raïm moscatell conté una gran quantitat de monoterpens; altres varietats amb continguts en terpens derivats del raïm moscatell són la Gewürztraminer, el moscatell d'Alexandria, etc. Entre els compostos que proporcionen aroma es troben dels glúcids. En els vins provinents del raïm moscatell se sol fer que el most incrementi el contacte amb la pell (que són les zones amb major contingut de terpenoides). Les aromes vegetals (aromes herbàcies) en el vi provenen de les pirazines (altres aliments que contenen pirazines són: el cafè, la cervesa, els espàrrecs, etc.).
Algunes varietats procedents d'Amèrica com són Vitis labrusca i Vitis rotundifolia (així com els seus híbrids) tenen una aroma característica que durant molts anys s'ha denominat "Foxy" (petita guineu). S'ha detectat que aquesta olor correspon al compost metil antranilat (C₈H9NO₂).

### Degustació i tast

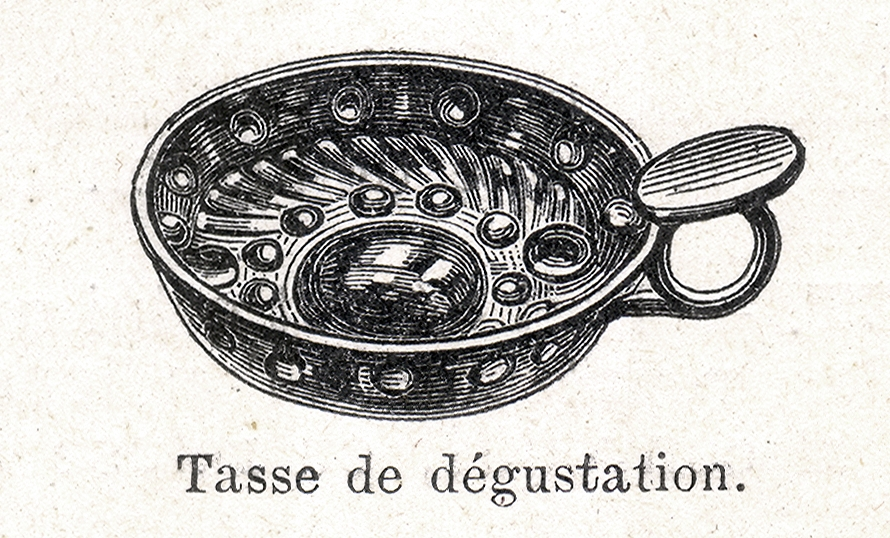
Tassa de degustació d'un sumiller

S'empra en el tast i la degustació dels vins la major part dels sentits: pel seu color, la seva aroma, la textura, que es percep en beure'l. Per l'olfacte poden percebre tres tipus d'aromes:
1. Aromes primàries que es diferencien entre si pel tipus de vinya.
2. Secundàries, produïdes per la fermentació i més persistents.
3. Les terciàries o "buquet", que depenen de la criança.

Tot i que cada persona pot, òbviament, degustar els vins a la seva manera, hi ha certs criteris a l'hora de maridar vins i plats.
Per exemple s'aconsella acompanyar les carns blanques, en especial els peixos i mariscs amb vins blancs i a les carns vermelles amb vins negres o vermells de molt de cos, això és deu a què els gustos dels vins blancs solen ser menys intensos que els dels negres i que les carns de peixos i crustacis són magres, per la qual cosa no existeixen tantes greixos com per dificultar la degustació de vins de «poc cos», com solen ser els vins blancs.

## Vins del món
No hi ha una norma absoluta per a classificar els diferents tipus de vins que existeixen. Una forma practicada per institucions com Le Cordon Bleu respecta la denominació utilitzada al Vell Món (Europa i Àsia Menor, quan es parla de vins), que llista els vins segons la regió d'origen. El raonament per a fer servir aquest sistema és que el clima i tipus de sòl on el cep ha crescut contribueix més al caràcter de la beguda. Aquest sistema ha arribat a tenir legislacions a escala nacional en diversos països, en què el terme "denominació d'origen" (DO) a l'estat espanyol, Appellation d'origine contrôlée (AOC) al francès, DOC i DOCG a Itàlia, QmP a Alemanya, DOC a Portugal, és obligatori per a comercialitzar els vins. Amb el sistema DO, els tipus de raïm utilitzats en un vi passen a tenir menys importància.
En el Nou Món es dona preferència a denominar els vins segons el tipus de raïm utilitzat. En el context vinícola, "Nou Món" significa, a més d'Amèrica, Austràlia, Nova Zelanda i Sud-àfrica. La diferència entre les dues classificacions és que el Nou Món, que és menys restrictiu que la tradició vinícola europea, ha preferit comercialitzar els seus vins com a varietals. Un vi varietal és aquell elaborat amb un sol tipus de raïm, o és una mescla en què hi ha un tipus de raïm que predomina sobre els altres (de 75 a 90%, segons el país).

## Professions

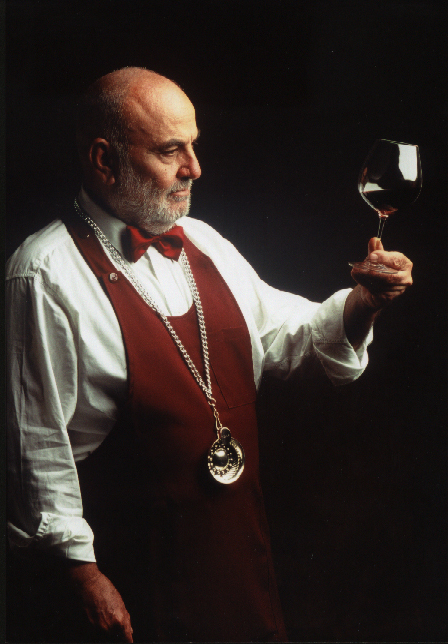
Un sommelier

- Boter - Persona encarregada de realitzar les botes de fusta per al del vi.
- Recol·lector - Persona encarregada de veremar el raïm quan aquesta ha arribat al punt màxim de contingut de sucre.
- Enòleg - Assessor tècnic responsable de dirigir tots els processos d'elaboració del vi.
- Sumiller - Coneixedor de vins que suggereix a la clientela el vi apropiat per a cada ocasió.[19]
- Tastador - Persona que tasta amb atenció diferents tipus de vins per apreciar-ne les qualitats sensorials, escriure les seves impressions i assignar puntuacions.
- Ampelòleg - Científic que estudia la biologia de la vinya, el cultiu, l'origen geogràfic de les diferents soques, l'adaptació als sòls i climes, i les patologies i tractaments.
- Ampelògraf - Científic que s'encarrega de l'estudi, la descripció i la identificació de la vinya, les varietats i els fruits.
- Viticultor - Cultivador sistemàtic de vinyes per utilitzar els raïms en la producció de vi.
- Viver - Propietari d'un viver, instal·lació en què es planten i germinen peus mare de porta-empelts, viníferes per obtenir altres plantes o ceps mare.
- Agrònom - Científic assessor del viticultor en el conreu i millora de la qualitat de les vinyes.
- Celler - Unitat productiva destinada a produir i emmagatzemar vins.
- Vinicultor - Persona que es dedica a l'elaboració de vins.
- Garage - Vinicultor de la regió de Bordeus que produeix "vi de garatge", un vi elaborat amb procediments diferents a la tradició de la zona.

## Vins antics
- Falern.
- Helbon.
- Vi de campaner.

## Malalties i defectes del vi
- Malalties: Bleu, etc.
- Problemes i defectes: Vi agre i Avinagrament, casse, vi torçat, etc.